# Joanna Rutecka
Joanna Rutecka (ur. w 1968 w Mławie, zm. 21 czerwca 2008 tamże) – polska piosenkarka z kręgu piosenki poetyckiej i poezji śpiewanej.

## Kariera artystyczna
Urodziła się i wychowała w Mławie. Uczestniczka i finalistka wielu krajowych festiwali piosenki. Zadebiutowała w 1986 roku na Olsztyńskich Spotkaniach Zamkowych „Śpiewajmy Poezję” (wyróżnienie), gdzie występowała jeszcze dwukrotnie (1988 – koncert inauguracyjny; 1993 – recital; wykonana w duecie z Waldemarem Koperkiewiczem, jego kompozycja Psalm o chlebie do słów Tadeusza Nowaka, ukazała się nakładem Polskich Nagrań na winylowej kompilacji, zatytułowanej Spotkania Zamkowe „Śpiewajmy Poezję” z numerem kat. Z-SX806). W 1987 została nagrodzona na Studenckim Festiwalu Piosenki w Krakowie (III miejsce) i na XXIV Krajowym Festiwalu Piosenki Polskiej w Opolu (II miejsce), gdzie z Orkiestrą Teatru ATA wykonała pieśń pt. Za co giniemy (muz. Waldemar Koperkiewicz, sł. Tomasz Gluziński). Z grupą tą współpracowała w latach 1986-1989. W latach 90. XX w., po kilkuletniej przerwie powróciła na scenę. Koncertowała i zdobywała nagrody w konkursach, m.in. Grand Prix i Nagroda Publiczności na Ogólnopolskich Spotkaniach Śpiewających Poezję „Recital '95” w Siedlcach. Ma na koncie nagrania dla Polskiego Radia, Telewizji Polskiej i Polsatu. W 1996 roku na składance pt. Zielona Cytryna (CYT CD 002) ukazała się piosenka A ja nie wiem (muz. Waldemar Koperkiewicz, sł. Tadeusz Nowak), którą zaśpiewała i nagrała z towarzyszeniem Waldemara Koperkiewicza (wokal wspierający) i Mirosława Odoszewskiego (instr. klawiszowe).   
Wykryto oraz zdiagnozowano u niej guza mózgu (gwiaździak) i poddano długotrwałej rehabilitacji. Staraniem przyjaciół i znajomych piosenkarki, zorganizowano „Koncert dla Asi”, który odbył się 5 maja 2008 roku o godz. 18:00 w Miejskim Domu Kultury w Mławie. Wystąpili: Adriana Gostkowska, Harlem, Wojtek Gęsicki, Piotr Mikołajczak (niegdyś Orkiestra Teatru ATA), Maria Komasa, Mirosław Łączyński, Dariusz Marcinkiewicz, Sławomir Wiśniewski, Andrzej Ciborski (niegdyś Orkiestra Teatru ATA), Dariusz Zawadzki (niegdyś Orkiestra Teatru ATA), Anna Tańska, Natalia Koperkiewicz, Olga Koperkiewicz, Waldemar Koperkiewicz (w latach 1986-1989 członek Orkiestry Teatru ATA), Milena Madziar, Jan Konrad i Marek Andrzejewski, zaś reżyserem koncertu był Andrzej Meżerycki.   
Piosenkarka zmarła 21 czerwca 2008 roku, po ciężkiej chorobie w mławskim szpitalu. Pośmiertnie odznaczona medalem „Zasłużony dla miasta Mławy”. 